# Molinismo

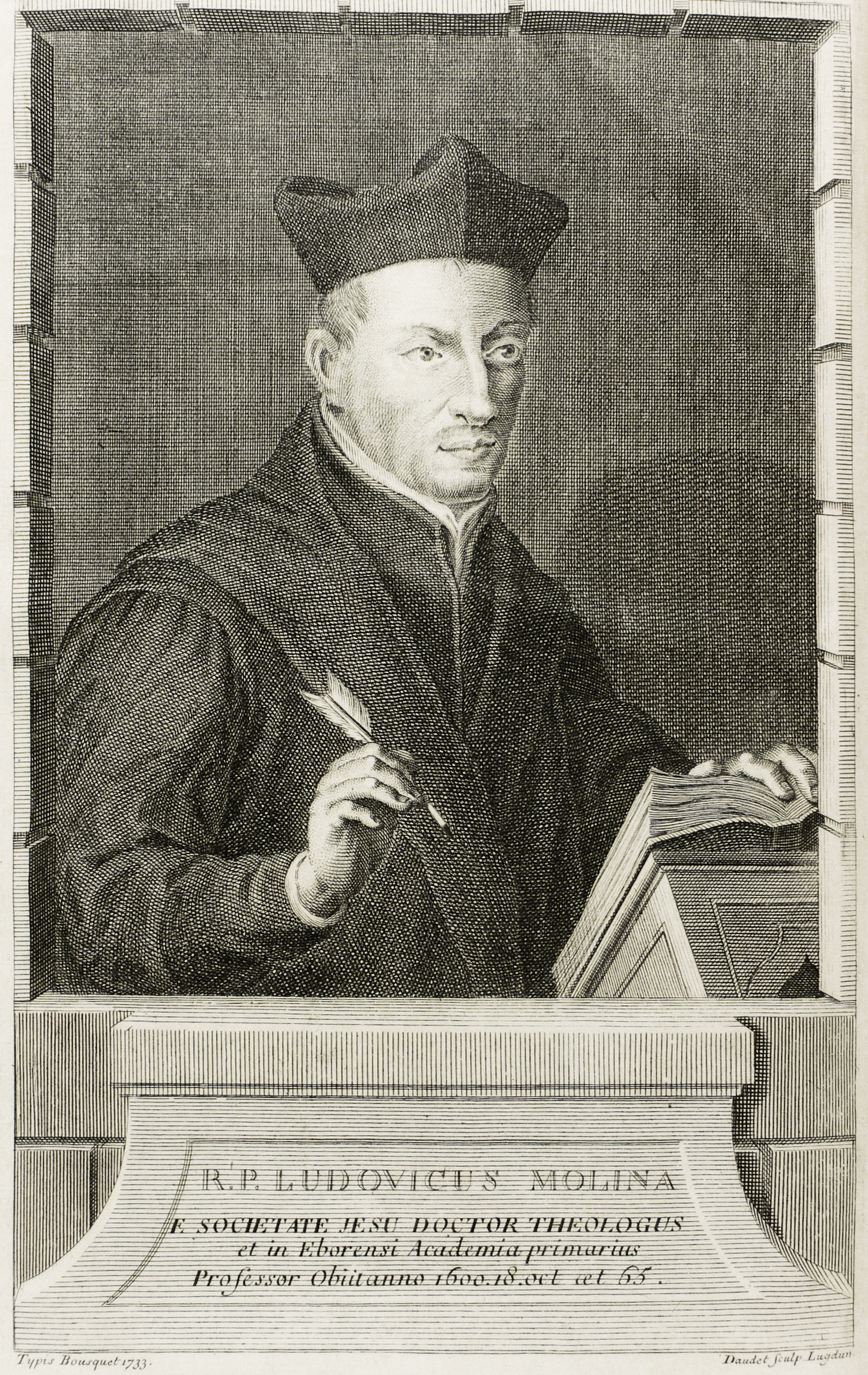
Luís de Molina

O molinismo é a doutrina sobre a Divina Providência que leva o nome do jesuíta espanhol Luís de Molina (1535–1600) que procura conciliar, em vista do livre-arbítrio, as ideias de que os seres humanos possuem liberdade significativa e de que Deus possui controle providencial sobre tudo o que ocorre. A maneira pela qual Deus é capaz de exercer controle providencial sobre tudo o que ocorre num mundo onde existem criaturas livres é através de Seu conhecimento médio, isto é, conhecimento hipotético ou conhecimento contrafatual de tudo o que criaturas livres fariam em todas as circunstâncias em que Deus as colocaria. O conhecimento médio, portanto, é o conhecimento dos contrafatuais acerca do que criaturas livres fariam nas circunstâncias em que elas fossem colocadas. Os molinistas contemporâneos proeminentes são William Lane Craig, Alvin Plantinga, Alfred Freddoso, Thomas Flint, Kenneth Keathley e David Armstrong. A visão afirma uma forte noção do controle de Deus sobre os eventos no mundo, juntamente com uma visão igualmente firme da liberdade humana.

## História
O debate sobre a existência ou não de livre-arbítrio e graça divina teve seu ponto mais alto no século XVI na Espanha católica. Nesta época, um forte debate se desencadeou entre os jesuítas e os dominicanos até que Luís de Molina, professor universitário aposentado publicou em 1588 um livro com o título A reconciliação entre o livre-arbítrio e a concessão da graça, presciência divina, providência, predestinação e condenação da primeira parte dos artigos de São Tomás que acirrou ainda mais a discussão.

## Conceitos
Segundo o jesuíta a vontade humana nas ações livres não é só um instrumento de Deus, causa principal, mas causa autêntica dos efeitos realizados, sendo o concurso divino simultâneo e não precedente em relação ao exercício da própria ação. No molinismo, Deus exerce sua Providência através de graças e escolhas de suas criaturas e, dependendo das inúmeras possibilidades contingentes das decisões de cada livre-arbítrio, Ele atualiza e efetua novas graças providenciais.
O molinismo argumenta que Deus atinge seu objetivo através das vidas das criaturas genuinamente livres por intermédio de sua onisciência. O modelo proposto apresenta o conhecimento infinito de Deus em uma série de três momentos lógicos (considerados nessa ordem não-cronológica, mas lógica): "conhecimento natural", "conhecimento médio" e o "conhecimento livre":
1. Conhecimento natural
O conhecimento do que é possível ou das possibilidades.
2. Conhecimento médio
O conhecimento de como um ser possuidor de livre-arbítrio (independência libertária) poderia agir em qualquer situação.
3. Conhecimento livre
O conhecimento do que realmente acontecerá.
Assim, o conhecimento médio de Deus desempenha um papel importante na realização do mundo. Na verdade, parece que o conhecimento médio desempenha um papel mais imediato na criação de presciência de Deus. William Lane Craig assinala que "sem o conhecimento médio, Deus iria encontrar-se, por assim dizer, com o conhecimento do futuro, mas sem qualquer planejamento lógico e prévio do futuro." A colocação do conhecimento médio de Deus entre o conhecimento natural e o conhecimento livre é crucial. Pois se o conhecimento médio estivesse depois do conhecimento livre, então Deus estaria ativamente fazendo o que várias criaturas fariam em várias circunstâncias e, assim, destruindo a liberdade. Mas, colocando o conhecimento Médio antes do conhecimento livre, Deus permite a liberdade. A colocação de conhecimento médio logicamente depois do conhecimento natural, mas antes do conhecimento livre também dá a Deus a possibilidade de examinar mundos possíveis e decidir qual mundo atualizar.
Graças, então, ao conhecimento médio, Deus sabe o que a vontade livre fará nas diversas situações em que uma pessoa se encontrar e, através do conhecimento livre, em qual situação a pessoa concretamente ficará, assim ele pode com certeza prever o sucesso da graça que doará a cada um.